# الدوري الإيطالي 1960–61
الدوري الإيطالي الدرجة الأولى 1960–61 (بالإيطالية: Serie A 1960-1961)‏ هو موسم من الدوري الإيطالي الدرجة الأولى. أقيم خلال الفترة 25 سبتمبر 1960 وحتى 10 يونيو 1961، وفاز فيه يوفنتوس.